# Port lotniczy Regina (Gujana Francuska)
Port lotniczy Régina – szósty co do wielkości port lotniczy Gujany Francuskiej, zlokalizowany w miejscowości Régina.